# Турнир ЭКСПО 1911
Турнир ЭКСПО 1911 (официальное название Torneo Expo Roma) — международный футбольный турнир, приуроченный к проведению в 1911 году в Риме международной выставки искусств (Esposizione internazionale d'arte), которая являлась культурным дополнением одновременно проводимой в Турине всемирной индустриальной выставки (Esposizione internazionale di Torino).
Этот турнир продолжил традицию включения спортивных состязаний в программу международных выставок ЭКСПО — ранее аналогичные футбольные турниры проходили во время ЭКСПО-1900 (Париж), 1904 (Сент-Луис) и 1910 (Брюссель). На заре развития европейского футбола эти турниры стали одними из предшественников позднейших европейских кубков под эгидой УЕФА.

## Организация и проведение турнира
Организатором турнира выступил Национальный комитет физического образования Италии при участии федерации футбола и ее вице-президента Джузеппе Камперио. Матчи проводились на «Стадио Национале» в Риме, вмещавшем до 20 тысяч зрителей.

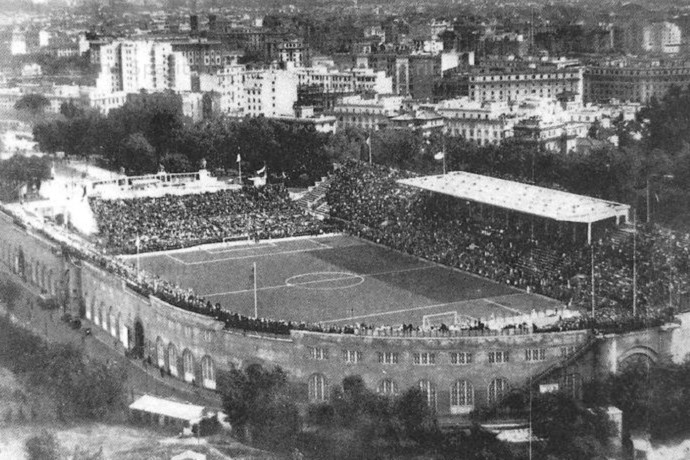
«Стадио Национале»

### Участники турнира
Хозяева были представлены сильнейшим клубом — действующим чемпионом «Про Верчелли», большинство игроков которого выступали в сборной Италии. В турнире не смогли принять участие два основных игрока команды — защитник Гвидо Ара и нападающий, главный бомбардир команды Карло Рампини. Они на время турнира получили достойную замену в лице игроков других клубов: Ренцо Де Векки («Милан») и Феличе Берардо («Пьемонте»).
Приглашенные на турнир клубы из Венгрии, Франции и Швейцарии не являлись действующими чемпионами своих стран, однако все они являлись призерами и одними из сильнейших в своих национальных чемпионатах, а также имели в составе ряд футболистов национальных сборных. 
| Страна    | Команда                 | Титул (достижение)                                                    |
| --------- | ----------------------- | --------------------------------------------------------------------- |
| Италия    | «Про Верчелли»          | Чемпион Италии 1910/11                                                |
| Венгрия   | МТК Будапешт            | Вице-чемпион Венгрии 1910/11, действующий обладатель Кубка Венгрии    |
| Швейцария | «Серветт» Женева        | Бронзовый призер чемпионата Швейцарии 1910/11                         |
| Франция   | «Ред Стар Амикал» Париж | Вице-чемпион футбольной лиги LFA (Ligue de Football Association) 1911 |

### Регламент
Турнир проводился по круговой системе в один круг. За победу команда получала 2 очка, ничью — 1, поражение — 0.
Характерной для тех времён особенностью данного кругового турнира было то, что команды не проводили одинаковое количество игр после каждого тура — хозяева вступали в турнир только после нескольких игр, проведенных другими командами между собой. Это было связано со стремлением организаторов сохранять максимальный зрительский интерес на протяжении всего турнира — с одной стороны, выявить заранее наиболее сильную из команд-«гостей» и назначить ее встречу с хозяевами на заключительный тур; с другой — перенести более интересные матчи хозяев на конец турнира .

## Ход турнира

### Матчи

#### 1. МТК — «Серветт» — 1:0
Матч открытия собрал на «Стадио Национале» более 15 тысяч зрителей — многие болельщики и посетители выставки прибыли из Северной Италии и из других стран Европы. Венгры подтвердили свой статус фаворита этого матча — они уверенно контролировали его ход, демонстрируя комбинационную игру, благосклонно принимаемую многочисленной публикой, но гол сумели забить только один — уже на 7 минуте отличился Дьюла Кертес.
| МТК            | 1:0     | «Серветт» |
| -------------- | ------- | --------- |
| - Д.КертесI 7′ | (отчёт) |           |

| МТК: Домонкос - Ревес, Цудор - Д.Биро, Кюршнер , А.КертесIII - Себестьен, Таусиг, В.КертесII, Д.КертесI, Санто «Серветт»: Дрейфус - Гриффитс, Штюки - Жоннерет, Морис ХеннебергII, Ченел - Бей, Бард, Фрили, Адамина, Сальседо |

#### 2. МТК — «Ред Стар Амикал» — 2:2
И второй матч прошел при большом зрительском интересе — команды не разочаровали публику и сумели провести довольно интересный матч, в котором футболисты «Ред Стар» проявили упорство и сумели спасти встречу в самой концовке.
| МТК                              | 2:2     | «Ред Стар Амикал»                      |
| -------------------------------- | ------- | -------------------------------------- |
| - Енё КонрадI 24′ - И.Фаркаш 79′ | (отчёт) | - 43′ (пен.) Ван ден Эйнде - 82′ Хазен |

| МТК: Домонкос - Ревес, Цудор - Д.Биро, Еллингер, В.КертесII - Себестьен, Д.КертесI, Енё КонрадI, И.Фаркаш, Санто «Ред Стар Амикал»: Ришар - Летайе, П.Романо - Дю Реар , Ван ден Эйнде, Гамблен - Морель, Хамон, Маэс, Хазен, Фенуйе |

#### 3. «Про Верчелли» — «Серветт» — 4:2
Последовавший за игрой МТК и «Ред Стар» стартовый матч итальянцев начался несколько позже запланированного, и к его началу большинство зрителей покинули стадион. Матч проходил в равной борьбе — футболисты «Про Верчелли» атаковали чаще, а их оппоненты — значительно острее и сумели преуспеть дважды. Матч, однако, закончить не удалось — он был прерван бельгийским арбитром Шарлем Бареттом на 65 минуте ввиду наступления темноты. Уже поздно вечером в отеле, где жили участники турнира, прошло совещание рефери, капитанов команд и представителя организационного комитета. По предложению организаторов турнира, матч было решено переиграть полностью на следующий день рано утром без переноса изначально запланированного вечернего матча «Про Верчелли» и «Ред Стар».
| «Про Верчелли» | 0:2     | «Серветт»       |
| -------------- | ------- | --------------- |
|                | (отчёт) | - 31′ 63′ Фрили |

| «Про Верчелли»: Иннокенти - Бинаски, Де Векки - Валле, Дж.МиланоI , П.ЛеонеI - Ф.МиланоII, Берардо, Ферраро, Корна, Пьякко «Серветт»: Дрейфус - Паладини, Штюки - Жоннерет, Морис ХеннебергII, Ченел - Бей, Бард, Фрили, Пелларин, Сальседо |

Состоявшийся беспрецедентно рано (в 7 часов утра) повторный матч никак не был проанонсирован и собрал лишь несколько сот самых преданных болельщиков. Поначалу рисунок матча повторял предыдущий — с той лишь разницей, что итальянец Феличе Берардо сумел забить гол, практически тотчас же отквитанный игроком «Серветта» Фрили, забившим в третий раз за два матча. В концовке первого тайма капитан команды центрхав Джузеппе Милано после розыгрыша углового вновь вывел «Про Верчелли» вперёд, но швейцарцы отыгрались с пенальти, назначенного за игру рукой Модесто Валле в штрафной площади. В концовке итальянцы оказались сильнее физически и сумели победить после голов Пьетро Ферраро и в очередной раз подключившегося в атаку Джузеппе Милано.
| «Про Верчелли»                                     | 4:2     | «Серветт»                                  |
| -------------------------------------------------- | ------- | ------------------------------------------ |
| - Берардо 15′ - Дж.МиланоI ~45′ 80′ - Ферраро ~75′ | (отчёт) | - 30′ Фрили - 65′ (пен.) Морис ХеннебергII |

| «Про Верчелли»: Иннокенти - Валле, Де Векки - Бинаски, Дж.МиланоI , П.ЛеонеI - Ф.МиланоII, Берардо, Ферраро, Корна, Пьякко «Серветт»: Дрейфус - Паладини, Штюки - Жоннерет, Морис ХеннебергII, Гриффитс - Бей, Пари, Фрили, Пелларин, Сальседо |

#### 4. «Про Верчелли» — «Ред Стар Амикал» — 2:1
Второй за день матч для итальянцев также складывался непросто — в середине первого тайма центрфорвард «Ред Стар» и сборной Франции Эжен Маэс воспользовался несогласованностью обороны соперников и открыл счёт. Лишь за двадцать минут до конца Феличе Милано удалось сравнять счет, а победу «Про Верчелли» принёс удар Феличе Берардо в самой концовке встречи.
| «Про Верчелли»                 | 2:1     | «Ред Стар Амикал» |
| ------------------------------ | ------- | ----------------- |
| - Ф.МиланоII 71′ - Берардо 85′ | (отчёт) | - ~30′ Маэс       |

| «Про Верчелли»: Иннокенти - Валле, Де Векки - Бинаски, Дж.МиланоI , П.ЛеонеI - Ф.МиланоII, Берардо, Ферраро, Корна, Пьякко «Ред Стар Амикал»: Ришар - Летайе, П.Романо - Дю Реар , Ван ден Эйнде, Гамблен - Морель, Хамон, Маэс, Хазен, Фенуйе |

#### 5. «Ред Стар Амикал» — «Серветт» — 3:3
«Утешительный» матч неудачников турнира был проведён организаторами в сокращенном формате (2 тайма по 30 минут)  — это было сделано для того, чтобы следующий за ним решающий матч лидеров успел завершиться до наступления темноты. В обоюдоостром поединке швейцарцы вели после «дубля» удачно игравшего на этом турнире нападающего Фрили, однако в итоге едва ушли от поражения за пять минут до конца.
| «Ред Стар Амикал»                       | 3:3     | «Серветт»                      |
| --------------------------------------- | ------- | ------------------------------ |
| - Хамон 28′ - Дю Реар 35′ - Жильбер 40′ | (отчёт) | - 22′ 30′ Фрили - 55′ Жоннерет |

| «Ред Стар Амикал»: Ришар - Ван ден Эйнде, П.Романо - Летайе, Гамблен, Хазен - Морель, Дю Реар , Хамон, Жильбер, Фенуйе «Серветт»: Дрейфус - Гриффитс, Штюки - Паладини, Жоннерет, Ченел - Бей, Пари, Фрили, Пелларин, Сальседо |

#### 6. МТК — «Про Верчелли» — 3:1
Решающий матч стал четвертым из проведенных итальянцами в одном и том же составе за двое суток. Имевшие же еще больше времени на отдых венгры с самого начала игры при помощи точной комбинационной игры захватили территориальное и игровое преимущество, подолгу запирая противника на его половине поля. Сумев забить уже на второй минуте «быстрый» гол, в дальнейшем футболисты МТК уверенно контролировали ход матча и сумели отличиться еще дважды после изящных комбинаций, которые зрители награждали аплодисментами. Лишь в самом конце матча итальянцу Феличе Берардо удалось забить «гол престижа».
| МТК                    | 3:1     | «Про Верчелли» |
| ---------------------- | ------- | -------------- |
| - ? 2′ - ? 31′ - ? 76′ | (отчёт) | - 86′ Берардо  |

| МТК: Домонкос - Ревес, Цудор - Д.Биро 88', Кюршнер , А.КертесIII - Себестьен, Таусиг, В.КертесII, Д.КертесI, Санто · «Про Верчелли»: Иннокенти - Валле, Де Векки - Бинаски, Дж.МиланоI , П.ЛеонеI - Ф.МиланоII, Берардо, Ферраро, Корна, Пьякко |

### Итоговое положение команд
| № | Команды           | 1   | 2   | 3   | 4   | В | Н | П | М     | О |
| - | ----------------- | --- | --- | --- | --- | - | - | - | ----- | - |
|   | МТК               |     | 3:1 | 2:2 | 1:0 | 2 | 1 | 0 | 6 — 3 | 5 |
|   | «Про Верчелли»    | 1:3 |     | 2:1 | 4:2 | 2 | 0 | 1 | 7 — 6 | 4 |
|   | «Ред Стар Амикал» | 2:2 | 1:2 |     | 3:3 | 0 | 2 | 1 | 6 — 7 | 2 |
| 4 | «Серветт»         | 0:1 | 2:4 | 3:3 |     | 0 | 1 | 2 | 5 — 8 | 1 |

### Победители турнира
| МТК |
| Ласло Домонкос — Бела Ревес, Ференц Цудор — Дьюла Биро, Исидор Кюршнер "Сюч" , Лео Эллингер, Адольф КертесIII — Бела Себестьен, Имре Таусиг, Виллем КертесII, Дьюла КертесI, Иштван Фаркаш, Кароли Санто Альфред Брюль (президент клуба) Хуго Сас (тренер) |

|             |                |   |  |  |  |  |  |
| Золотой гол | Фрили          | 5 |  |  |  |  |  |
|             |                |   |  |  |  |  |  |
| 2           | Феличе Берардо | 3 |  |  |  |  |  |

## Комментарии
1. ↑  Рефери прервал матч на 65 минуте из-за темноты. После последовавшего позднее обсуждения с участием капитанов команд, рефери и членов организационного комитета, матч был назначен к переигровке на следующий день[8][10].